# Ivan Riley
Ivan Harris Riley (* 31. Dezember 1900 in Newton, Kansas; † 28. Oktober 1943 in Kansas City, Kansas) war ein US-amerikanischer Leichtathlet, der sich auf den Hürdenlauf spezialisiert hatte. Er startete für den Illinois Athletic Club, war 1,83 m groß und 74 kg schwer. 
Riley gewann drei Meistertitel:
- Landesmeisterschaften:
  - 1923 Meister 440 Yards Hürden (55,4 s); Vizemeister 120 Yards Hürden
  - 1924 Meister 120 Yards Hürden (15,4 s)
  - 1925 Platz 4 440 Yards
- Hochschulmeisterschaften (NCAA):
  - 1923 Meister 120 Yards Hürden (15,2 s)

Im Jahr 1924 kam er bei den Landesmeisterschaften über die lange Hürdendistanz nicht ins Finale und wurde bei den Ausscheidungen für die Olympischen Spiele ebenfalls nur Vierter, durfte jedoch zusammen mit Morgan Taylor, Charles Brookins und Chan Coulter als Läufer über 400 Meter Hürden nach Paris reisen. Vorlauf und Halbfinale beendete er jeweils als Sieger. Im Finale traf er dann erstmals auf Taylor und den Finnen Erkka Wilén. Taylor holte sich in 52,6 s überlegen die Goldmedaille vor Wilén, der 53,8 s lief. Riley folgte in 54,2 s auf Platz drei und gewann Bronze. 
Ivan Riley konnte sich insgesamt fünfmal unter den Top Ten der Weltrangliste platzieren:
- 1923: Platz 1 in 54,6 s über 440 Yards Hürden, erzielt am 8. September in New York City
- 1924: 
  - Platz 1 in 52,1 s über 440 Yards Hürden, erzielt am 31. Mai in Ann Arbor. Diese sagenhafte Zeit wäre Weltrekord gewesen, wurde jedoch nicht anerkannt.
  - Platz 1 in 14,7 s über 110 Meter Hürden, erzielt am 31. Juli in Stockholm
- 1925:
  - Platz 8 in 55,0 s über 400 Meter Hürden, erzielt am 26. August in Göteborg
  - Platz 8 in 14,9 s über 110 Meter Hürden, erzielt am 2. September in Kopenhagen

Nach Beendigung seiner leichtathletischen Karriere arbeitete er als Architekt. Er starb im Alter von nur 42 Jahren an einem Hirntumor.